# Locustella certhiola
La buscarla de Pallas (Locustella certhiola) es una especie de ave paseriforme de la familia Locustellidae propia de Asia. Es un pájaro migratorio que cría en el centro y este de Asia y pasa el invierno en el sur, desde el subcontinente indio a Indonesia. Debe su nombre a su descubridor, el zoólogo alemán Peter Simon Pallas.

## Descripción

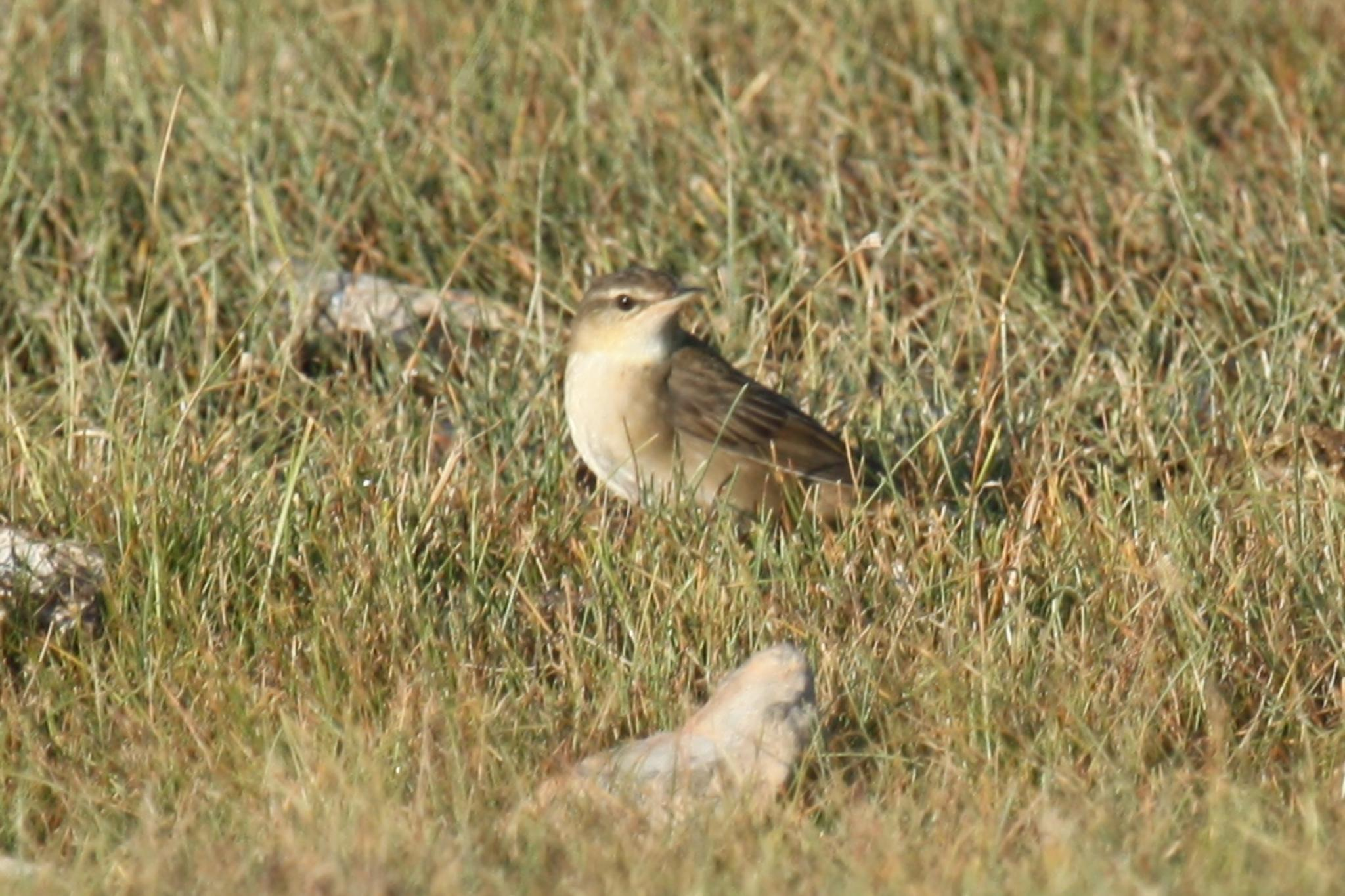
Vive en los herbazales de Asia.

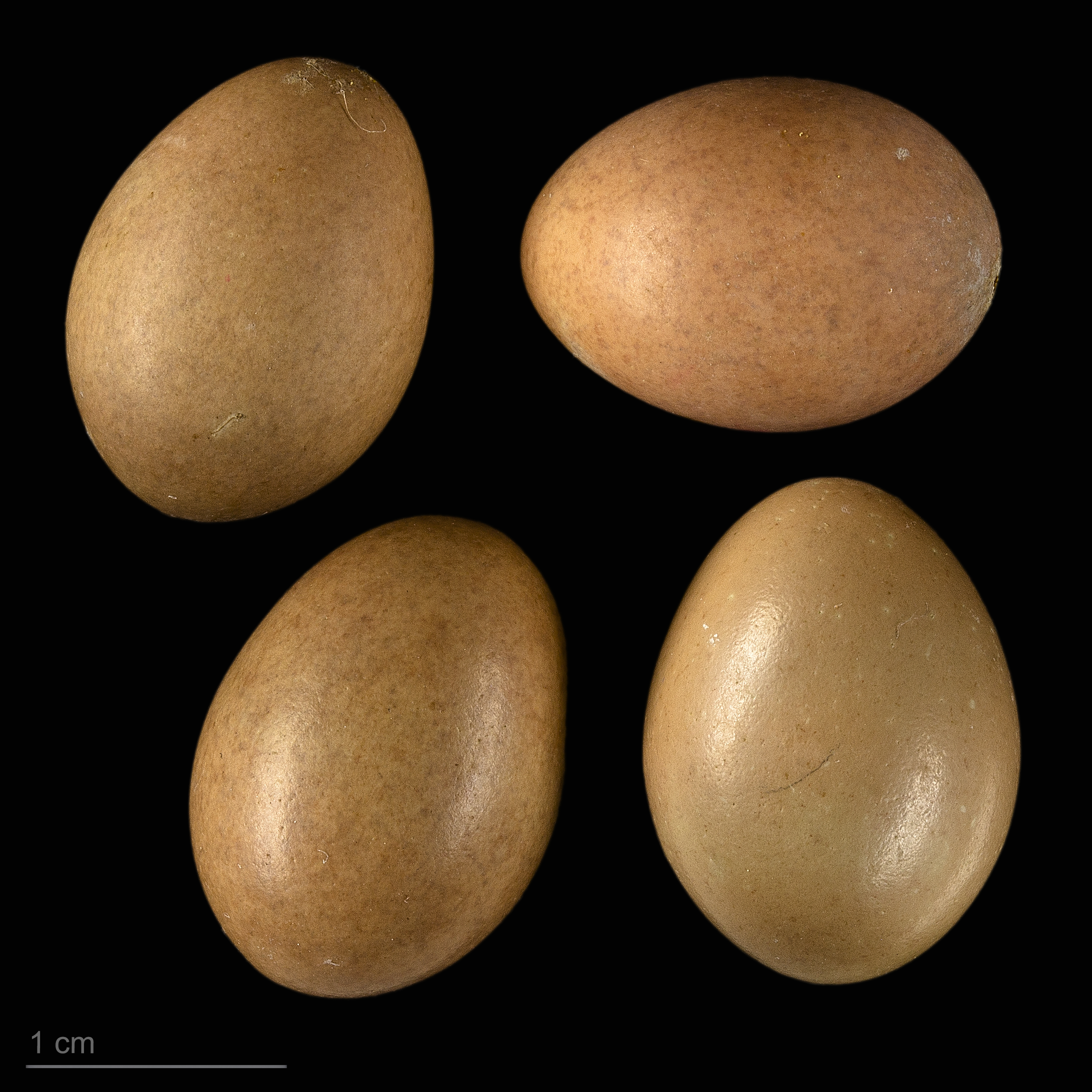
Locustella certhiola - MHNT

Es un pájaro de tamaño medio. Los adultos tiene la espalda marrón con veteado oscuro y las partes inferiores de color gris blanquecino, sin veteado salvo la parte inferior de la cola. Presenta una larga lista superciliar blanquecina. Ambos sexos son similares, como la mayoría de las buscarlas, pero los juveniles son amarillentos por debajo. Es muy parecida a la  buscarla pintoja, aunque ligeramente más grande y tiene las puntas de las plumas de la cola y las terciarias blancas, y su obispillo es de un castaño más cálido.

## Distribución y hábitat
Este pájaro se encuentra en los herbazales altos con algo de vegetación más densa de Asia. Generalmente habita cerca del agua, como zonas pantanosas y prados húmedos. Suelen poner entre 4 y 7 huevos en un nido situado en el suelo. Es un divagante muy raro en Europa.

## Canto
Su canto no es un chirrido mecánico similar al de los insectos como la buscarla pintoja y otros congéneres, sino que es un canto melodioso y variado similar al de los carriceros.

## Subespecies
Se reconocen cuatro subespecies:
- L. c. rubescens Blyth, 1845
- L. c. sparsimstriata Meise, 1934
- L. c. certhiola (Pallas, 1811)
- L. c. centralasiae Sushkin, 1925